# Ултрамаринова сойка
Ултрамариновата сойка (Cyanocorax caeruleus) е вид птица от семейство Вранови (Corvidae). Видът е почти застрашен от изчезване.

## Разпространение
Разпространен е в Аржентина, Бразилия и Уругвай.